# Línea Zamoskvorétskaya (Metro de Moscú)

Trayecto de la línea Zamoskvorétskaya del Metro de Moscú.

La línea Zamoskvorétskaya (del ruso: Замоскворе́цкая ли́ния), anteriormente Górkovsko-Zamoskvorétskaya (Го́рьковско-Замоскворе́цкая y conocida como la línea 2, es una línea del Metro de Moscú. Inaugurada en 1938, por orden cronológico se convirtió en la tercera línea. Hay 22 estaciones en la línea Zamoskvorétskaya y se extiende a lo largo de 39,8 kilómetros, que cruzan Moscú en una dirección norte-sur. Un viaje normal a lo largo toda la línea dura alrededor de 55 minutos, con los trenes de la línea a un promedio de 42 kilómetros por hora.
Mientras que la mayor parte de la línea es subterránea, hay algunos focos de superficie a nivel o por encima del suelo, sobre todo en el punto donde la línea cruza el río Moscova. La línea contiene muchos ejemplos de la arquitectura del metro de Moscú original, y contiene posiblemente la estación más fotografiada en toda la red: Mayakóvskaya.

## Historia
| Segmento                            | Inauguración             | Longitud                  |
| ----------------------------------- | ------------------------ | ------------------------- |
| Sókol – Teatrálnaya                 | 11 de septiembre de 1938 | 8,5 kilómetros (5,3 mi)   |
| Teatrálnaya – Avtozavódskaya        | 1 de enero de 1943       | 6,2 kilómetros (3,9 mi)   |
| Novokuznétskaya, Pavelétskaya       | 20 de noviembre de 1943  | N/A                       |
| Sókol – Rechnoy Vokzal              | 30 de diciembre de 1964  | 6,2 kilómetros (3,9 mi)   |
| Avtozavódskaya – Kajóvskaya         | 11 de agosto de 1969     | 9,5 kilómetros (5,9 mi)   |
| Tverskaya                           | 20 e julio de 1979       | N/A                       |
| Kashírskaya – Oréjovo               | 28 de diciembre de 1984  | 6,4 kilómetros (4 mi)     |
| Oréjovo – Krasnogvardéyskaya        | 7 de septiembre de 1985  | 3,4 kilómetros (2,1 mi)   |
| Kashírskaya – Kajóvskaya detached   | 20 de noviembre de 1995  | -3,4 kilómetros (2,1 mi)  |
| Krasnogvardéyskaya – Alma-Atínskaya | 24 de diciembre de 2012  | 3,09 kilómetros (1,9 mi)  |
| Tejnopark                           | 28 de diciembre de 2015  | N/A                       |
| Total                               | 21 estaciones            | 39,8 kilómetros (24,7 mi) |

## Transbordos
| #   | Transbordo a                      | En                         |
| --- | --------------------------------- | -------------------------- |
| 1   | Línea Sokólnicheskaya             | Teatrálnaya                |
| 3   | Línea Arbatsko-Pokróvskaya        | Teatrálnaya                |
| 5   | Línea Koltsevaya                  | Belorússkaya, Pavelétskaya |
| 6   | Línea Kaluzhsko-Rízhskaya         | Novokuznétskaya            |
| 7   | Línea Tagansko-Krasnoprésnenskaya | Tverskaya                  |
| 8   | Línea Kalíninskaya                | Novokuznétskaya            |
| 9   | Línea Serpujovsko-Timiryázevskaya | Tverskaya                  |
| 10  | Línea Lyublinsko-Dmítrovskaya     | Zyáblikovo                 |
| 11A | Línea Kajóvskaya                  | Kashírskaya                |